# Malatya
Malatya, starověká Meliténé, latinsky Malatia, je město v jihovýchodním Turecku a sídlo stejnojmenné provincie v regionu Východní Anatolie. Nejstarší pojmenování chetitského města zní Milid.
Město je dnes sídlem univerzity, počet obyvatel dosáhl roku 2014 podle odhadu 438 tisíc.
Mezi slavné starověké rodáky města patří Melétios z Antiochie, významná postava církve ve 4. století.